# Burg Burgforde
Die Burg Burgforde ist eine abgegangene mittelalterliche Burg  der Grafschaft Oldenburg bei Westerstede im niedersächsischen Landkreis Ammerland.

## Geschichte
Laut einer unzuverlässigen Überlieferung  soll Graf Johann I. von Oldenburg im Jahr 1266 die Burg als Grenzbefestigung gegen die Friesen errichtet haben. Gesichert ist ihre Existenz erst für das Jahr 1436, als sich laut einem Chronisten Graf Dietrich von Oldenburg öfter auf der Burg aufhielt. 1489 trafen sich die Oldenburger Grafen mit dem Häuptling Hero von Dornum auf Burgforde zu Verhandlungen. Graf Johann V. Oldenburg errichtete hier 1515 ein steinernes Herrenhaus. Bis 1550 diente die Burg als Amtssitz der Drosten und Landvögte für das Ammerland. Nachdem der Amtssitz nach Apen verlegt worden war, verfiel die Anlage.
Ab 1606 wurde die Burg durch Graf Anton Günther von Oldenburg zu einem Jagdschloss mit Marstall umgestaltet und mit einem Wassergraben umgeben. Zwischen 1693 und 1703 wurde ein großer Teil der Wall-Graben-Anlagen einplaniert, zwischen 1745 und 1750 folgte der Graben um die Hauptburg. 1746 wurde die Anlage erneut Amtssitz. Auf einem Plan von 1749 sind nur noch auf der Vorburg das sogenannte Nord- und Südhaus und Stallgebäude eingezeichnet. Im Südhaus waren die Amtsstube und Wohnung des Amtmannes, im Nordhaus Wirtschaftsräume und Gesindewohnungen untergebracht. Dem Amtmann Alrich Witken wurde die Burg 1746 als erblicher Besitz unter dem Namen „Witkenheim“ (später Wittenheim) übertragen. Nach dem Tode seines Enkels 1773 wurden die Gebäude abgerissen. 1884 wurde das Gelände zu dem heute bestehenden Park umgestaltet.

## Beschreibung
Die ursprüngliche Burg bestand aus einer quadratischen, mit einer Palisade befestigten Hauptburg von ca. 30 × 30 m Größe und einer Vorburg von 30 × 35 m Ausmaß. Beides war von einem ursprünglich ca. 10 m breiten und 3 m tiefen Graben, einem Wall und einem zweiten Graben umgeben. 
Zwischen 1970 und 1972 wurde die Anlage teilweise ausgegraben. Die dabei gefundene Keramik datiert zwischen dem 13. und 18. Jh. und bestätigt somit die historische Überlieferung. Die zum Teil auf Steinfundamenten stehenden Gebäude waren aus Fachwerk konstruiert, das teilweise mit Backsteinfüllung versehen war.